# کاسمان‌کلا
کاسمان‌کلا، روستایی است از توابع بخش گتاب شهرستان بابل در استان مازندران ایران.
علامه دهخدا در کتاب ارزشمند لغت‌نامهٔ خود در دههٔ 1340، کاسمان‌کلا را چنین معرفی کرده‌است:
دهی از دهستان مشهد گنج افروز. بخش مرکزی شهرستان بابل. 12 هزار گزی جنوب بابل. دشت و معتدل و مرطوب و مالاریائی و دارای 180 تن سکنه است. آب از سجادرود دارد. محصول آن برنج و پنبه و غلات و صیفی و حبوبات و شغل اهالی زراعت است. راه مالرو دارد.

## نام‌شناسی
اطلاعات موثق و قابل اتکایی در خصوص انتخاب نام روستا و تغییرات آن در طول تاریخ پیدایشش وجود ندارد. اما گمانه زنی‌های چندی در این زمینه وجود دارد که می‌توان به موارد زیر اشاره داشت:
بنا بر عقیدهٔ برخی از اهالی نام کاسمان با توجه به کشف آثار سفالی چون کاسه و کوزه و...، از کاسه گرفته شده‌است. مطابق با این نظریه، در گذشته مکانی در روستا برای ساخت سفال‌هایی چون کاسه وجود داشته‌است که حتا به نظر می‌رسد این آثار سفالی در نقاط دیگر نیز به فروش می رسیده‌است. برخی از کاسمانی‌های قدیمی، نام روستا را با تلفظ کاسبون‌کلا خطاب می‌کردند هم چنین در سرشماری سال ۱۳۵۵ روستا و در کتاب فرهنگ آبادی‌های کشور- شهرستان بابل سال ۱۳۵۵، نام کاسبان‌کلا برای کاسمان استفاده شده‌است اگر تلفظ این کلمه درست باشد احتمال درستی نظریه بالا وجود دارد، چرا که کلمه بِن یا بُن در نقاط دیگر وجود دارد و به معنی زیر یا کنار است. مانند: افرا بُن، برج بُن، آغوزبُن. و با این نمونه احتمال اینکه نام روستا از کاسه گرفته شده باشد و کاسه بِن یا کاسه بُن بوده باشد و سپس به کاسمان تغییر یافته باشد زیاد می‌شود.
نظر دیگری که در مورد وجه تسمیه کاسمان‌کلا وجود دارد، ارتباط دادن نام آن به قوم کاسپین است. کاسپین نام طایفه‌ای بوده که در سواحل جنوبی دریای کاسپین سکنی داشته‌اند. طبق نظر موافقان این نظریه، اهالی کاسمان از نسل قوم کاسپین می‌باشند و نام کاسمان از کاسپین برداشت شده‌است.
نظر سومی هم وجود دارد که احتمال آن ضعیف تر از موارد دیگر به نظر می‌رسد. مدعیان این نظریه معتقدند نام روستا با ترکیب حرف ک و واژهٔ آسمان، ساخته شده‌است. مطابق با نظر این عده، احتمال وجود انسان‌های آسمانی و صاف و زلال بودن رودخانهٔ متالون که چسیبده به روستاست، از دلایل انتخاب نام کاسمان است.
کلا که نام اغلب روستاهای منطقه و مازندران با آن همراه است در اصل کَلات (kalat) به معنی آبادی یا محل سکونت بوده‌است که با برداشته شدن حرف ت از انتهای آن به اشتباه کُلا(kola) به جای کَلا (kala) خوانده می‌شود.

## جغرافیا
کاسمان‌کلا در 12 کیلومتری جنوب شهر بابل و 2 کیلومتری غرب شهر گتاب قرار دارد. این روستا که در حال حاضر در بن بست قرار داشته و تنها از سمت شرق دارای راه آسفالته می‌باشد، از سمت شمال به بنگرکلا، از غرب به درزی‌کلا آخوندبابا، از شرق به زعفران‌کلا، از جنوب شرقی به سیدکلا و از جنوب غربی به گل چوب محدود می‌باشد.